# Museu CR7
O Museu CR7 é um museu português  onde está retratada a história do futebolista português Cristiano Ronaldo e que se situa numa das principais zonas turísticas da cidade do Funchal, Madeira.
O museu foi inaugurado a 15 de dezembro de 2013, contando com a presença do próprio Cristiano Ronaldo e do seu filho, a quem coube a honra de descerrar a placa que assinala a inauguração. Outros participantes na cerimónia inaugural foram o presidente do Governo Regional da Madeira à altura, Alberto João Jardim, Pepe, Paulo Bento, Emilio Butragueño, vice-presidente do Real Madrid, e a namorada do jogador à data, Irina Shayk. Na abertura, a coleção era de 126 troféus.
O espaço original do museu compreendia uma área de 400 metros quadrados e situava-se na rua Imperatriz Dona Amélia. A 6 de junho de 2016, abriu portas num novo espaço, na praça do Mar, com 1 400 metros quadrados e integrado no hotel construído numa parceria entre Cristiano Ronaldo e o Grupo Pestana. A inauguração oficial do novo espaço deu-se a 1 de julho de 2016 com a presença de Cristiano Ronaldo, do presidente da República, Marcelo Rebelo de Sousa, o presidente do Governo Regional, Miguel Albuquerque, e o presidente do Grupo Pestana, Dionísio Pestana. O chão do atual museu, à semelhança do anterior, é em calçada portuguesa e decorado com o logotipo do museu. Da exposição fazem parte fotografias e vídeos emblemáticos da carreira do atleta e uma estátua de cera. No museu estão presentes todos os troféus juvenis e profissionais conquistados ao serviço dos seus clubes – Andorinha, Nacional, Sporting, Manchester United, Real Madrid e Juventus – e da seleção nacional.
O museu é patrocinador oficial do Clube de Futebol União, mais conhecido por União da Madeira.
Em frente ao museu encontra-se uma estátua em bronze do jogador de futebol, executada pelo escultor madeirense Ricardo Velosa.
Os palmarés expostos, a grande atração do lugar, são:
FIFA
- Melhor jogador do ano da FIFA (2008)
- The Best FIFA Football Awards (2016, 2017)
- Bola de Ouro da FIFA (2013, 2014)
- Prémio Puskás da FIFA (2009)

UEFA
- Ballon d'Or France Football (2008, 2016 & 2017)
- Bota de Ouro da UEFA (2007/08, 2010/11, 2013/2014 & 2014/2015)
- Melhor Jogador da UEFA na Europa (2014, 2016 & 2017)
- Melhor Jogador de Clubes da UEFA (2007/08)

Globe Soccer
- Prémio de Melhor Jogador do Ano (2011, 2014, 2016 & 2017)

La Liga
- Prémio Alfredo Di Stéfano (2011/12, 2012/13, 2013/14 & 2015/16)
- Pichichi (2010/11, 2013/14 & 2014/15)

## Galeria de imagens

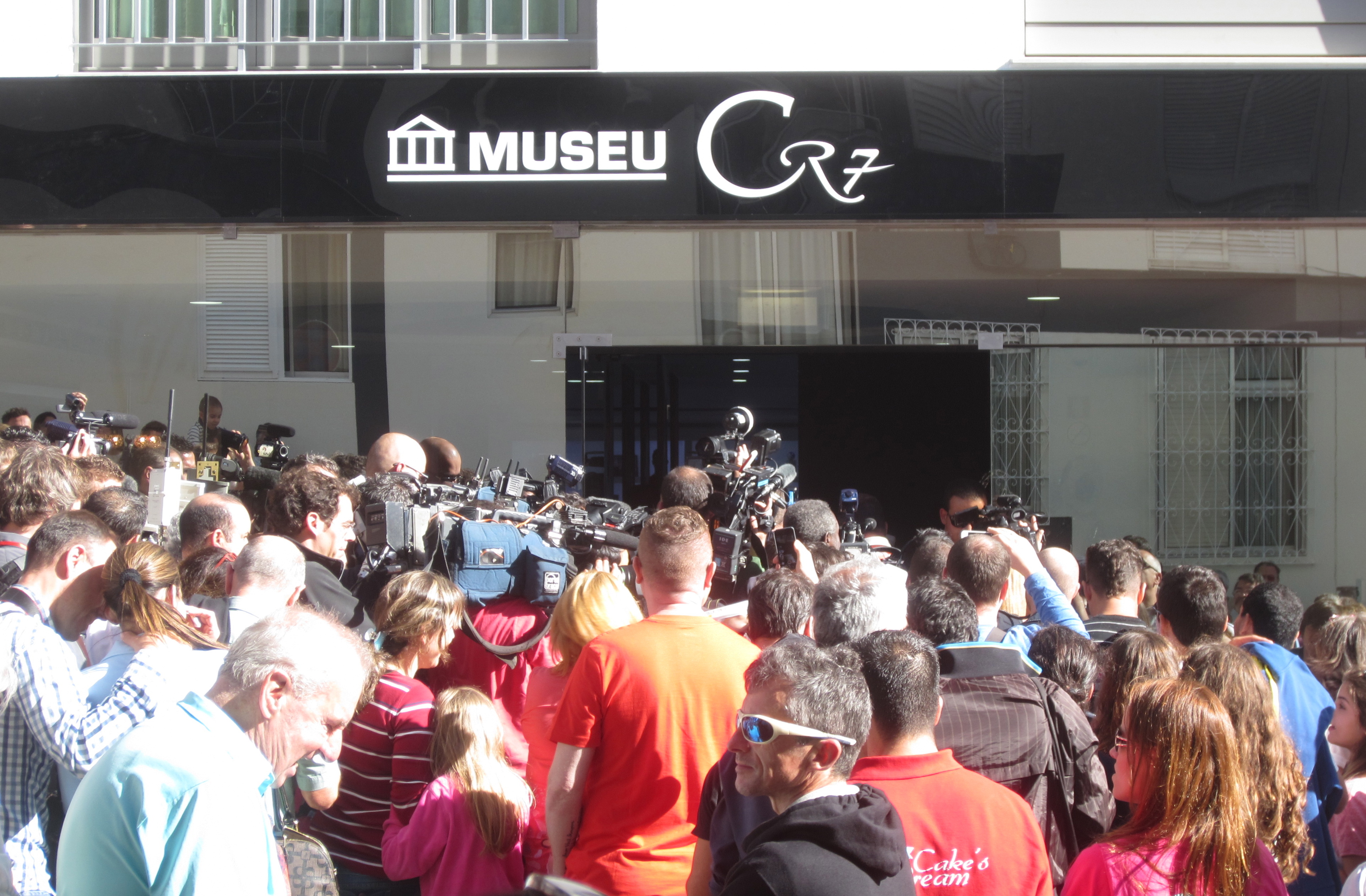
Inauguração da primeira localização do Museu CR7.
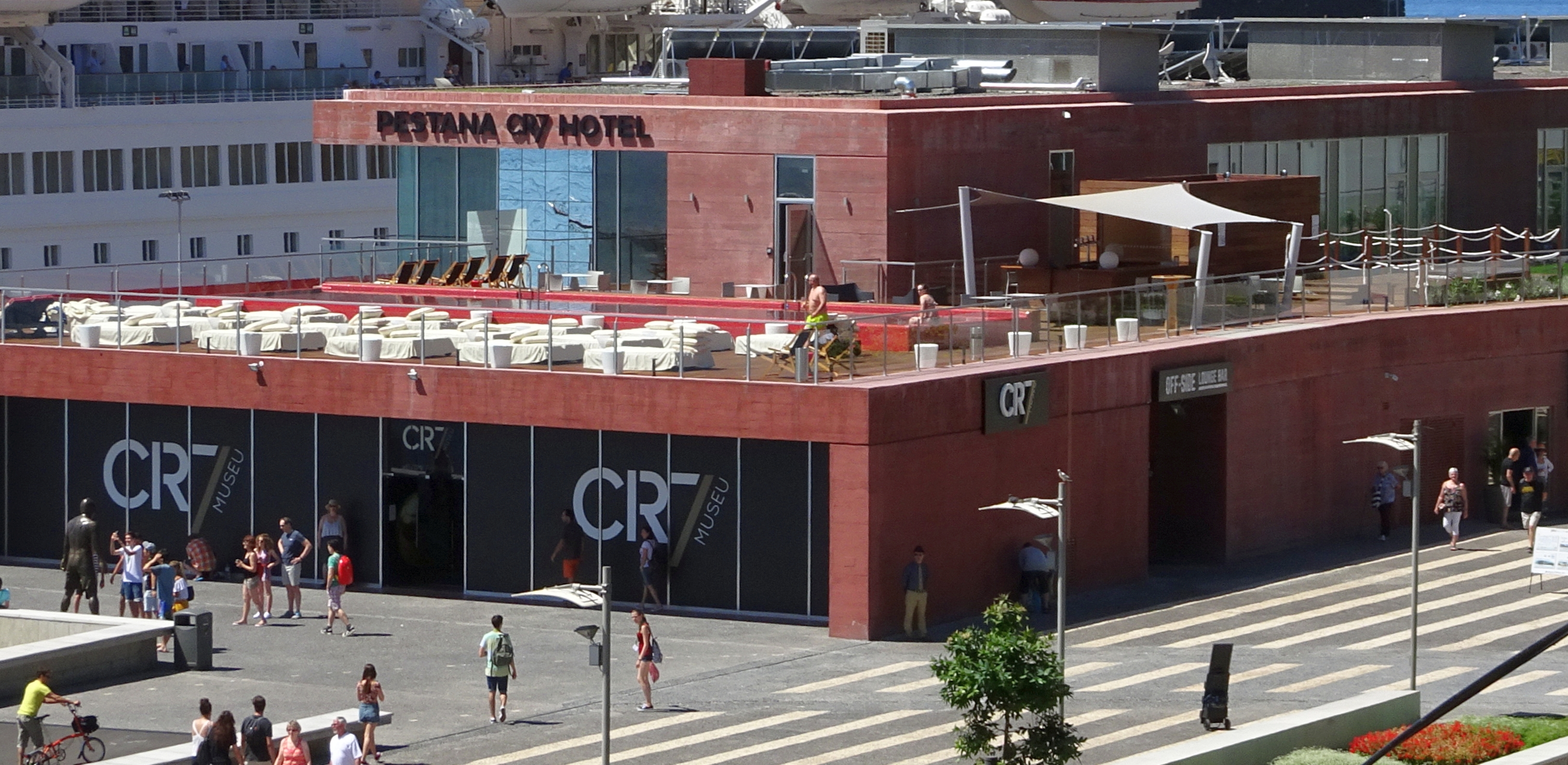
Pestana CR7 Hotel e Museu CR7.
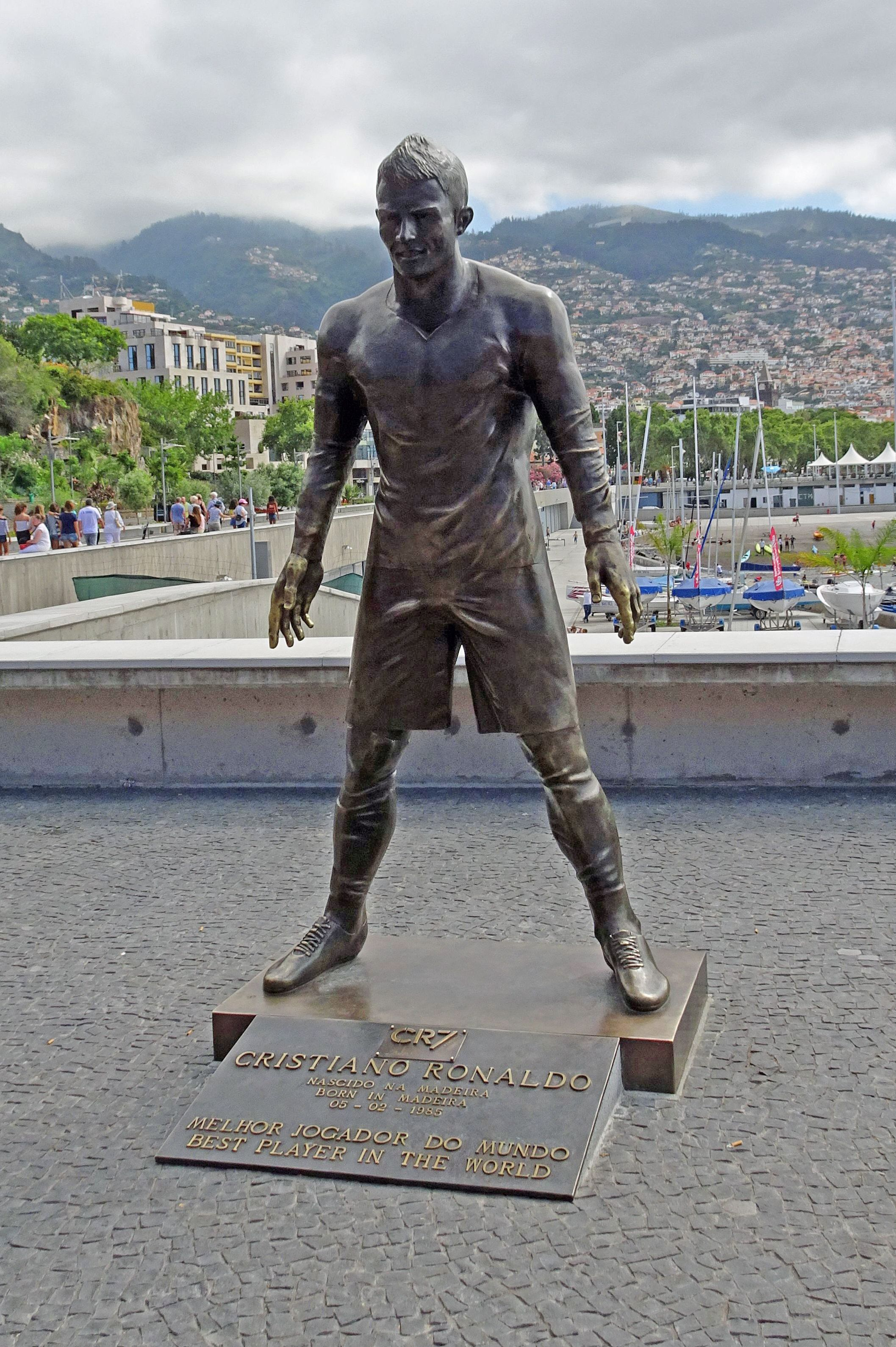
Estátua em bronze de Cristiano Ronaldo, em frente ao museu.
Antigo logotipo do museu.
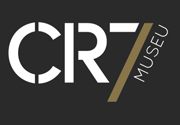
Logotipo atual do museu.